# Alphabeat
Az Alphabeat egy popzenekar a dániai Silkeborgból. Fascination című kislemezük 2007 nyarán nagy siker volt Dániában, de 2008-ban az Egyesült Királyságban is népszerű lett. Következő kislemezük, a 10,000 Nights hasonlóan sikeres lett. Bemutatkozó albumuk Dániában platinalemez, az Egyesült Királyságban aranylemez lett.

## Diszkográfia
- This Is Alphabeat (2007)
- The Spell (2009)

## Fordítás
- Ez a szócikk részben vagy egészben az Alphabeat című angol Wikipédia-szócikk ezen változatának fordításán alapul.  Az eredeti cikk szerkesztőit annak laptörténete sorolja fel. Ez a jelzés csupán a megfogalmazás eredetét és a szerzői jogokat jelzi, nem szolgál a cikkben szereplő információk forrásmegjelöléseként.